# Der Trompeter von Säckingen (1918)
Der Trompeter von Säckingen ist ein 1917 gedrehter deutscher Stummfilm von Franz Porten. Der Geschichte liegt das gleichnamige Epos (1853) von Joseph Victor von Scheffel zugrunde.

## Handlung
In Süddeutschland, Mitte des 17. Jahrhunderts. Jung-Werner, der Titelheld der Geschichte, liebt das Trompetenblasen mehr als seine Studien, denen er eigentlich nachkommen soll. Seine Wanderlust treibt ihn eines Tages in die weite Welt. Als er durch den Schwarzwald marschiert, wird er von einem Pfarrherrn eingeladen. Seinem Gastgeber erzählt Jung-Werner, wie er schon immer das Musizieren und die Lebensfreude bei einem guten Glas Bier in Heidelberg dem schweren Lernen an der Schule vorgezogen hat, woraufhin der Pfarrherr Jung-Werner vorschlägt, doch am Fest Fridolinus im nicht allzu fern gelegenen Säckingen teilzunehmen. Werner befolgt den Rat und lernt in Säckingen den Freiherrn von Schönau und dessen liebreizende Tochter Margaretha kennen.
Als eines Tages die Hauensteiner Bauern rebellieren und den Aufstand proben, reiht sich Jung-Werner in die Schlossgarde des Freiherrn ein und wird beim nachfolgenden Getümmel schwer verletzt. Es ist Margaretha, die ihn anschließend wieder gesund pflegt. In Liebe zu ihr entflammt, bittet er den Baron um Margarethas Hand. Dieser verweigert jedoch seine Zustimmung, da Werner nicht ritterlichen Geblüts sei. Schweren Herzens bricht der mittlerweile wieder genesene junge Mann auf, nicht ohne zuvor seiner Herzdame das Ständchen „Behüt Dich Gott“ mit seiner Trompete geblasen zu haben. Margaretha leidet sehr unter dieser Trennung und wird daraufhin zur Erholung nach Italien geschickt. Als sie im Petersdom Jung-Werner wiedersieht, fällt sie in Ohnmacht. Der Papst selbst ist derart angetan vom Trompetenspiel des Deutschen, dass er Werner zum Ritter ernennt. Nun steht einer Eheschließung der beiden Liebenden nichts mehr im Wege.

## Produktionsnotizen
Der Trompeter von Säckingen entstand 1917 im Berliner Eiko-Film-Atelier in Berlin-Marienfelde und am Rhein bei Säckingen, passierte zum Ende desselben Jahres die Filmzensur und wurde im Januar 1918 uraufgeführt. Die Filmlänge betrug in der ersten Fassung 1895, in der zweiten 1772 Meter, verteilt auf fünf bzw. sechs Akte. Der Film wurde auch für die Jugend freigegeben.

## Kritik
„Mit der Verfilmung von Scheffels „Trompeter“ ist dem deutschen Lichtbild ein neues Kunstwerk entstanden, das in jeder Richtung befriedigend wirken muß. Die Handlung ist bewegt, mit prachtvollen Bildern, an den Originalstätten der Dichtung – Heidelberg und Säckingen – aufgenommen, umrahmt, die in den Originalkostümen um 1650 herum malerisch wirken. Die Darstellung weiß auch den Geist der damaligen Zeit hineinzulegen und Wirklichkeit und Dichtung innig zu verweben. Dadurch entstand ein selten schöner Spielfilm ...“